# 皮耶居
皮耶居（法語：Piégut，法語發音：[pjeɡy]）是法国上普罗旺斯阿尔卑斯省的一个市镇，属于福卡尔基耶区。

## 地理
皮耶居（44°27'7"N, 6°7'41"E）面积11.12 平方千米，位于法国普罗旺斯-阿尔卑斯-蓝色海岸大区上普罗旺斯阿尔卑斯省，该省份为法国东南部内陆省份，北起上阿尔卑斯省，西接沃克吕兹省，西北接德龙省，南至瓦尔省，东临滨海阿尔卑斯省，东北部与意大利接壤。
与皮耶居接壤的市镇（或旧市镇、城区）包括：日戈尔、旺特罗勒、勒莫隆、罗什布吕讷、瓦尔塞尔。

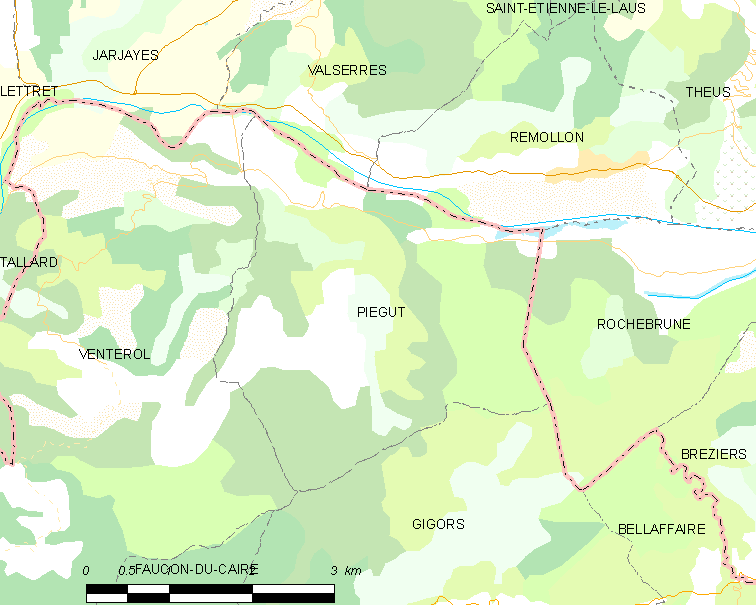
皮耶居的OSM定位图

皮耶居的时区为UTC+01:00、UTC+02:00（夏令时）。

## 行政
皮耶居的邮政编码为05130，INSEE市镇编码为04150。

## 政治
皮耶居所属的省级选区为塞讷县。

## 人口

1962-2008年间皮耶居人口变化图示

皮耶居于2022年1月1日时的人口数量为208人。